# John Elphinstone, II Lord di Balmerino
John Elphinstone, II Lord di Balmerino (... – Edimburgo, 28 febbraio 1649), è stato un nobile scozzese, fu sottoposto ad un processo reso celebre nel marzo 1635 a causa delle sue implicazioni sia politiche che religiose legate alle problematiche dell'epoca. Fu uno dei rappresentanti laici di parte scozzese che parteciparono all'Assemblea di Westminster.

## Biografia
Figlio di James Elphinstone, I Lord di Balmerino, sua madre, Sarah, era figlia di Sir John Menteith di Carse. Quando suo padre morì nel 1613 era sottoposto allo status di attainder, una condizione nella quale si subiva la perdita dei diritti civili che ebbe come conseguenza anche la perdita del titolo nobiliare. Quest'ultimo, tuttavia, venne recuperato dal figlio il 4 agosto 1613 grazie ad una lettera emanata del Gran Sigillo di Scozia.

### L'opposizione a Carlo I ed il processo politico
Fu uno strenuo oppositore della politica ecclesiastica di Carlo I all'interno del Parlamento scozzese, in particolare nel 1633 si oppose all'editto reale che stabiliva la prerogativa del re di imporre al clero i paramenti ufficiali. Sebbene la maggioranza dei membri votasse contro l'editto, il cancelliere del re falsificò l'esito della votazione in un voto a favore della proposta. Re Carlo, che era presente alla votazione, intervenne sostenendo che, fintanto che le accuse di broglio non fossero state provate, la votazione fosse da ritenersi valida. Dal momento che, sostenere una tale accusa contro un pubblico ufficiale al servizio del sovrano avrebbe comportato la pena di morte e la decapitazione, nessuno dei membri del Parlamento scozzese la portò avanti, accettando l'introduzione della nuova prerogativa reale sul clero.

Il nobile William Haig di Bemersyde (del clan scozzese degli Haig nelle Lowlands), avvocato al servizio di Giacomo I, anch'egli appartenente agli oppositori della mozione, scrisse una petizione che doveva essere firmata dalla sua parte politica, che protestava contro la decisione del re e ne chiedeva il ritiro. Carlo I non solo rifiutò di prendere in considerazione la petizione ma impose di fermare qualsiasi altro tentativo di opporsi alle sue decisioni. La petizione, quindi, non venne più portata avanti ma Elphinstone ne conservò una copia, sottolineata di sua mano, che mostrò a diversi suoi simpatizzanti ed amici, e di questo fatto giunse notizia a John Spottiswoode,
arcivescovo di Saint Andrews, il quale accusò Elphinstone di tramare contro il volere del sovrano continuando a sottoporre la petizione di William Haig ed a raccogliere firme per essa. Le accuse vennero poi presentate da Spottiswoode direttamente al vaglio di Carlo I. Alla notizia di tali accuse, William Haig si rifugiò nel continente europeo mentre Elphinstone, su ordine di Spottiswoode, fu arrestato e condotto al Castello di Edimburgo nel marzo 1634. Il processo subì mesi di ritardo ed iniziò nel giugno dello stesso anno di fronte al Lord President of the Court of Session, William Hay, X Conte di Erroll, Lord High Constable of Scotland, mentre l'avvocato dell'accusa in nome del re era Sir Thomas Hope di Kerse. La corte si riunì per il processo nel mese di luglio, in un clima di ostilità generale da parte dell'opinione pubblica scozzese, al punto da richiedere speciali misure di sicurezza ed una scorta considerevole per il trasporto di Elphinstone dalla prigione al tribunale. Il processo subì numerosi ritardi e, dopo un lungo dibattito, l'accusa si sviluppò secondo tre principali capi di accusa:
- l'aver conservato e nascosto una petizione contro l'autorità regia;
- l'essere stato parte attiva nella redazione di essa;
- l'averne sottolineato di proprio pugno alcuni passi;

l'accusa venne sottoposta ad una giuria selezionata con cura dallo stesso sovrano, la quale stabilì (con sette voti su otto) che Elphinstone fosse colpevole di non aver denunciato Haig, pur conoscendolo quale autore di un libello ostile e nocivo all'autorità del sovrano, condannandolo a morte. Il processo era stato una vera farsa organizzata sin dall'inizio per condannare un nobile e parlamentare scozzese reo di essersi pubblicamente opposto alla volontà di Carlo I. A tal proposito il poeta e storico scozzese William Drummond di Hawthornden, scrisse una Lettera Apologetica a Robert Kerr, I Conte di Ancram, con l'intenzione di sottoporla direttamente a Carlo I, nella quale metteva in guardia il sovrano dai pericoli politici che la persecuzione iniqua contro Elphinstone poteva comportare, suggerendo quindi al re di perdonare il nobile scozzese, all'interno di un discorso più ampio teso a indurre Carlo I ad un atteggiamento meno dispotico nei confronti del popolo scozzese. Il clima di malcontento popolare arrivò a livelli tali che, John Stewart, I Conte di Traquair, Tesoriere di Scozia e diretto collaboratore di Carlo I nell'implementare le sue politiche religiose in Scozia, nonostante fosse stato uno dei membri attivi del tribunale che aveva favorito e votato la condanna a morte di Elphinstone, con lo scopo di prevenire possibili tumulti e lo scoppio di un aperto conflitto contro la corona, si adoperò personalmente con Carlo I in favore della concessione del perdono. All'esecuzione della sentenza di morte contro Elphinstone si oppose anche uno dei più stretti collaboratori di Carlo I, William Laud, Arcivescovo di Canterbury.

Sebbene con molta riluttanza, Carlo I accettò di condonare la grazia a Elphinstone, che venne tuttavia messo al confino all'interno della sua dimora a Balmerino con l'ordine di non oltrepassare mai la distanza di sei miglia. Successivamente Elphinstone ottenne il pieno perdono e la possibilità di circolare liberamente.

### L'adesione aiCovenanters
Nonostante il perdono della corona inglese, Elphinston continuò a lottare per la libertà di culto in Scozia e contro le politica episcopalista di Carlo I. Per questo motivo si unì al movimento dei Covenanters scozzesi. Nel febbraio del 1638, collaborò con John Campbell, I Conte di Loudoun e con John Leslie, VI Conte di Rothes, alla revisione della dichiarazione del movimento, la National Covenant, redatta dal giudice e statista Archibald Johnston e dal teologo Alexander Henderson.

Il 3 ottobre 1638, Elphinstone fu firmatario di un pamphlet dal titolo An Information for Defensive Arms, scritto in collaborazione con Henderson ed ispirato alle teorie giuridico-politiche di Johannes Althusius e contenute Politica Methodice Digesta, Atque Exemplis Sacris et Profanis Illustrata, pubblicata nel 1603, dove essi attinsero la giustificazione per prendere le armi contro re Carlo I a scopo difensivo. Egli partecipò attivamente nella stesura di una lettera al re francese Luigi XIII per denunciare la condotta tirannica del loro sovrano e chiedere al sovrano francese di fungere da arbitro nella loro disputa. A questa lettera reagì lo stesso Carlo I con il libello Large Declaration concerning the late Troubles in Scotland, scritto dal sacerdote scozzese Walter Balcanquhall, nel quale il sovrano accusò personalmente Elphinstone di essere un ingrato sia a lui per aver avuto il perdono, sia a re Giacomo VI a cui doveva la restituzione del suo titolo nobiliare e delle sue terre.

Allo scoppio delle guerre dei Vescovi sovvenzionò la campagna militare dei Covenanters con forti somme di denaro, almeno 40.000 merk scozzesi. Il 22 marzo 1639, insieme al Conte di Rothes ed altri nobili scozzesi, si recò presso il Palazzo Dalkeith per chiedere al tesoriere di Scozia, Conte di Traquair, la consegna del palazzo e di condurre le insegne reali, la spada, la corona e lo scettro al Castello di Edimburgo. Dopo la firma del trattato di Londra, il 10 agosto 1641 che sanciva la fine delle ostilità tra Covenanters scozzesi e Carlo I, il Parlamento scozzese elesse all'unanimità Elphinstone quale suo Presidente, e il 17 settembre fu scelto tra i consiglieri privati della corona. Nel 1643 accompagnò il generale Alexander Leslie nella sua spedizione in Inghilterra, e nel luglio 1644 fu uno dei commissari scozzesi nominati a partecipare all'Assemblea di Westminster.

Dopo la disastrosa campagna di Archibald Campbell, I marchese di Argyll, il comando generale dell'esercito dei Covenanters venne affidato al condottiero William Baillie, Elphinstone venne nominato in qualità di consigliere. Morì improvvisamente di apoplessia nella sua residenza di Edimburgo e fu sepolto nel cimitero appartenente al clan dei Logan nei pressi della chiesa parrocchiale dell'attuale sobborgo di Restalrig. Secondo la testimonianza dello studioso di storia locale John Scot, Lord Scotstarvit, il suo feretro venne riesumato nel 1660 dai soldati di Oliver Cromwell, alla ricerca di bare di piombo, e lo profanarono gettandolo nella strada.

## Famiglia
Da sua moglie, Lady Anne Kerr, figlia di Sir Thomas Kerr of Fernyhurst, ebbe l'unico figlio ed erede John Elphinstone, III Lord di Balmerino (1623-1704).